# Adolphe Crémieux

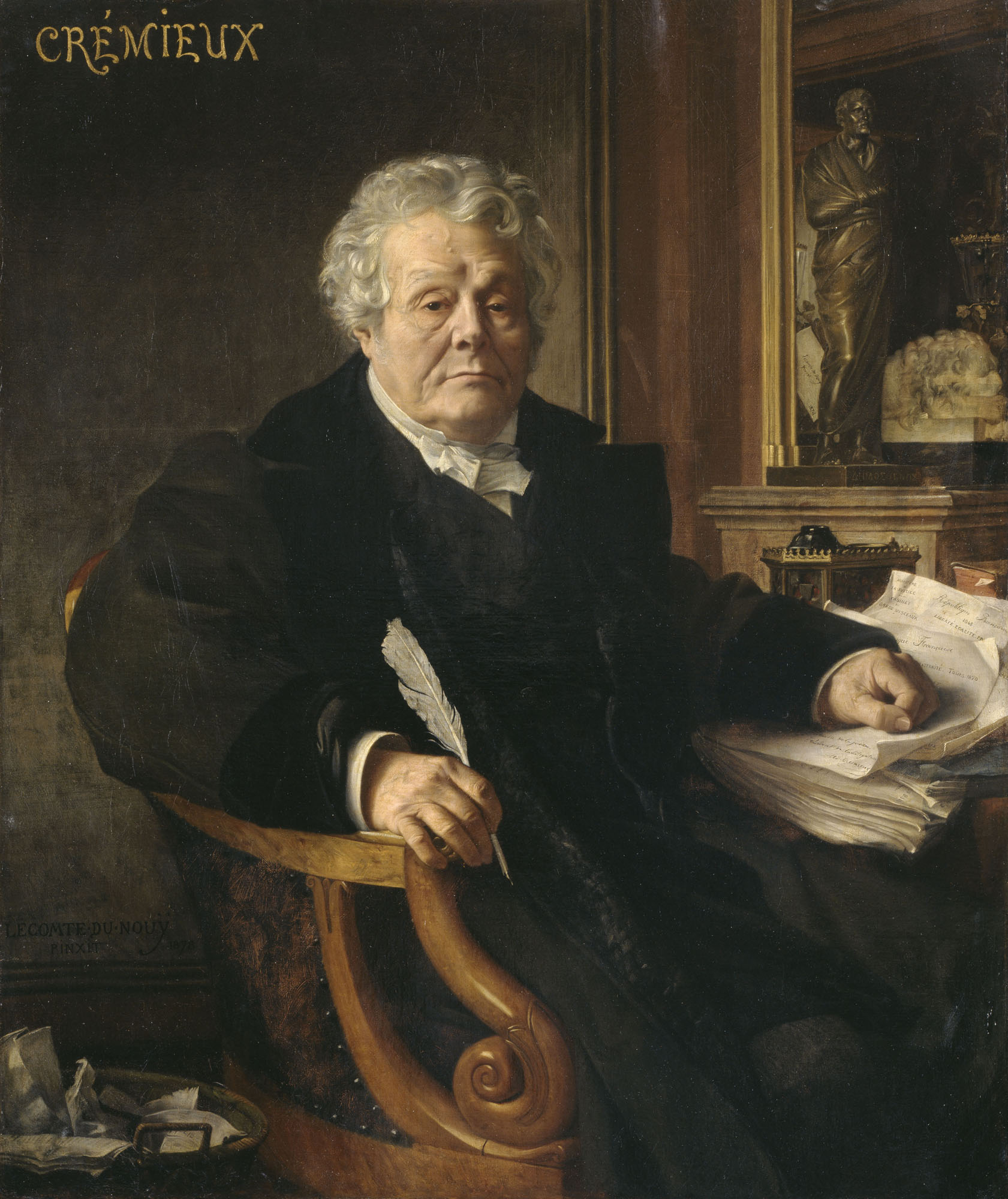
Adolphe Crémieux, gemalt von Jean Lecomte du Noüy (1878)

Isaac Jacob Crémieux, bekannt als Adolphe Crémieux (geboren 30. April 1796 in Nîmes; gestorben 10. Februar 1880 in Paris), war ein französischer Rechtsanwalt, Politiker, Journalist und Repräsentant des Consistoire central israélite. Zudem war er als Freimaurer engagiert.
Nach der Februarrevolution 1848 sowie während des Deutsch-Französischen Kriegs 1870–71 war Crémieux jeweils Justizminister der provisorischen Regierung. In der Dritten Republik war er von 1872 bis 1876 Abgeordneter in der Nationalversammlung und von 1875 bis 1880 Senator. Bekannt ist er als Initiator des Décret Crémieux, durch das 1870 die Juden Algeriens die französische Staatsbürgerschaft erhielten. Von 1863 bis zu seinem Tod war er Präsident der Alliance Israélite Universelle.

## Leben

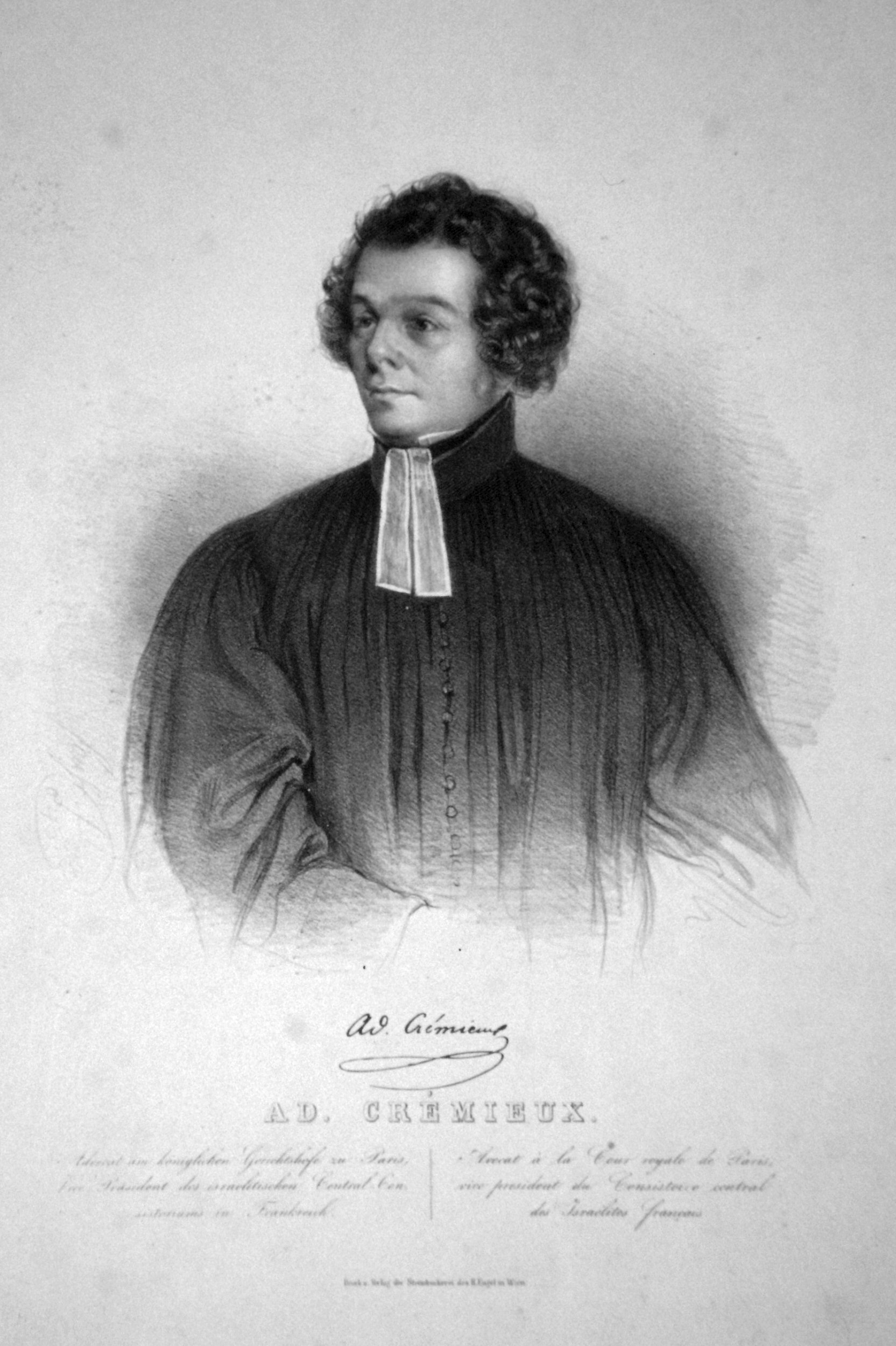
Adolphe Crémieux in Anwaltsrobe, Lithographie von Faustin Herr, 1840

Geboren wurde Crémieux 1796 in Nîmes als Sohn eines jüdischen Seidenhändlers. Noch während des Ersten Napoleonischen Kaiserreiches schloss er in Paris sein Jurastudium ab. Er kehrte daraufhin 1817 in seine Heimatstadt zurück, wo er als Anwalt durch die Verteidigung von Opfern der politischen Reaktion (unter anderem des „Weißen Terrors“) und religiöser Diskriminierung (vor allem der Juden) erstes Aufsehen erregte.
1830 begann Crémieux in Paris seine Arbeit an der Cour de Cassation, wo er sich als Anwalt aufständischer Republikaner, der Gazette de France, aber auch eines Ministers des abgesetzten Königs Karl X. einen Namen als Verteidiger der individuellen Freiheitsrechte machte.

### Engagement für die jüdische Emanzipation
Daneben setzt er sich energisch für die Belange der Juden innerhalb und außerhalb seiner Heimat ein. Zu nennen ist hier zunächst sein Engagement im Consistoire central israélite, dem Dachverband des französischen Judentums. 1843 wurde er zu dessen Präsidenten gewählt. Diese Funktion musste er jedoch zwei Jahre später aufgeben, nachdem seine Frau und seine Kinder zum römisch-katholischen Glauben übergetreten waren. Er gehörte mit Benedict und Achille Fould, Max-Théodore Cerfberr de Wissembourg und Alfred Naquet zu den ersten ungetauften jüdischen Abgeordneten in Frankreich nach 1832.
Angesichts der Damaskusaffäre (1840), einer judenfeindlichen Ritualmordbeschuldigung, trat Crémieux nicht nur als Anwalt des Judentums auf, indem er eine Presseoffensive gegen die Schimäre vom jüdischen Ritualmord begann. Er reiste gemeinsam mit Moses Montefiore August 1840 auch selbst nach Ägypten, um sich bei Muhammad Ali Pascha, der damals auch über Syrien herrschte, für die Freilassung der überlebenden neun angeklagten Juden von Damaskus einzusetzen. Seinen Aufenthalt in Ägypten nutzte er zudem, um zwei Schulen für die dortige jüdische Bevölkerung zu gründen.
1845 war er Teilnehmer einer parlamentarischen Untersuchungskommission über die Lage der Juden in Algerien, deren ungeklärte rechtliche Zwischenstellung gegenüber den französischen Kolonialherren und der muslimischen Bevölkerung als belastend galt. In der Folge veranlasste Napoleon III. eine Gesetzesänderung, die es Juden erlaubte, die französische Staatsbürgerschaft einzeln zu beantragen, was widererwarten auf geringes Interesse stieß. Crémieux entwickelte sich deshalb zum Befürworter einer Zwangslösung, die im Décret Crémieux die Naturalisierung der Juden per Dekret bestimmte.
Des Weiteren kämpfte er über Jahre hinweg gegen eine diskriminierende juristische Praxis, welche die französischen Juden zu einem speziellen Eid vor Gericht zwang, den „More Judaico“, bis dieser 1846 endgültig abgeschafft wurde. Einen weiteren Aspekt seines jüdischen Engagements bildete 1863 die Übernahme der Präsidentschaft der Alliance Israélite Universelle von seinem Vorgänger Jean-Louis de Koenigswarter. Diese neuartige Vereinigung hatte sich den Schutz der Juden weltweit zur Aufgabe gemacht.

### Politische Karriere bis 1870

Crémieux (unten, Mitte) als Mitglied der provisorischen Regierung im Jahr 1848

Crémieux zog 1842 als republikanischer Vertreter des Wahlkreises von Chinon in die Abgeordnetenkammer des französischen Parlaments ein. Dies stellte den ersten großen Schritt in seiner politischen Karriere dar. Im Laufe der 1840er Jahre wuchs seine Kritik am politischen System der Julimonarchie. So nahm er an den vorrevolutionären Banketten der Jahre 1847/48 teil.
Anlässlich der Februarrevolution 1848 erreichte seine politische Karriere einen Höhepunkt: Er wurde nach dem Sturz der Monarchie zum Justizminister der provisorischen Regierung ernannt. In dieser Funktion setzte er die repressiven „Septembergesetze“ vom 9. September 1835 außer Kraft und rehabilitierte dadurch die Presse- und Versammlungsfreiheit. Im Zuge der weiteren politischen Unruhen, die zu seiner kurzzeitigen Verhaftung (1851) führten, zog er sich gezwungenermaßen zunehmend aus der Politik zurück und widmete sich seiner Anwaltstätigkeit.
Parallel engagierte sich Crémieux als Freimaurer. 1818 wurde er initiiert. Er erreichte im Jahr 1866 den 33. und höchsten Grad nach schottischem Ritus. 1860 trat er aus dem Grand Orient de France aus, um die Leitung des Suprême Conseil maçonnique de France zu übernehmen.
Gegen Ende des zweiten Kaiserreichs kehrte er ins politische Leben Frankreichs zurück: Er wurde 1869 als Abgeordneter des 3. Wahlkreises von Paris, wo er in der Oppositionellen Fraktion der Republikanischen Linken saß. Er stimmte 1870 gegen die Kriegserklärung an Preußen.

### Dritte Republik
Nach der Abdankung Napoleons III. wurde Crémieux am 4. September 1870 in die provisorische Regierung der nationalen Verteidigung unter Louis Jules Trochu berufen, in der er bis am 17. Februar 1871 erneut als Justizminister amtierte. In dieser Position erklärte er eine Generalamnestie für alle politischen Delikte, schaffte den politischen Eid ab und enthob einige Richter ihres Amtes. Im Oktober 1870 übernahm er vorübergehend auch die Funktionen des Innen- und des Kriegsministers und mobilisierte die Nationalgarde.
Bei der ersten Wahl nach Ausrufung der Dritten Republik verlor Crémieux im Februar 1871 zunächst sein Abgeordnetenmandat, worauf er auch seinen Abschied als Minister nahm. Im Oktober 1872 wurde er jedoch als Abgeordneter des Départements Algier erneut in die Nationalversammlung gewählt. Er schloss sich der Fraktion Union républicaine um Léon Gambetta an, die im Parlament ganz links saß. Crémieux stimmte für den Präsidenten Adolphe Thiers, gegen die konservative Regierung von Albert de Broglie und für die Verfassung von 1875. Im Dezember 1875 wurde er zum Senator auf Lebenszeit gewählt.
Crémieux starb 1880 in Paris. Er wurde in einem Staatsbegräbnis auf dem Cimetière Montparnasse zusammen mit seiner Frau, einer geborenen Silny, begraben, die im gleichen Monat gestorben war.

## Rezeption
Verehrung wegen seines gelebten Humanismus, der fest in den Idealen der Französischen Revolution von 1789 verankert war, wurde Crémieux unter anderem vom Schriftsteller Heinrich Heine entgegengebracht. Dieser schrieb über Crémieux' Verhalten während der Damaskusaffäre 1840:
„Hr. Cremieux, der berühmt Advocat, welcher nicht bloß die Juden, sondern den Unterdrückten aller Confessionen und aller Doctrinen, zu jeder Zeit seine großmüthige Beredsamkeit gewidmet […] ist wohl der einzige in Paris, der sich der Sache Israels thätig annahm.“